# Tudor Dumitrescu
Tudor Dumitrescu (n. 6 decembrie 1957 – d. 4 martie 1977, București) a fost un pianist și compozitor român de muzică cultă. Membru al familiei muzicale Dumitrescu, Tudor este considerat unul dintre cei mai talentați pianiști români. A murit la vârsta de 19 ani, fiind victima cutremurului din 1977.

## Studii
A studiat muzica de la vârsta de patru ani, mai întâi sub îndrumarea tatălui său, compozitorul Gheorghe Dumitrescu. A urmat Liceul de muzică nr. 1 din București și Conservatorul din același oraș. I-a avut ca profesori pe: Lidia Cristian, Gheorghe Halmoș, Cella Delavrancea, Dan Grigore, Viorica Platon si altii. Între 1972 și 1973 a participat la cursurile Universității de muzică „Franz Liszt” din Weimar (alături de profesorii Dieter Zechlin și František Rauch), iar apoi a fost elevul pianistului Nikita Magaloff la Geneva.

## Activitate
Dumitrescu a debutat în calitate de pianist în timpul liceului, participând la concertele de tineret susținute de Ateneul Român. Au urmat recitaluri la Radioteleviziune și participarea la Festivalul Național al Tinerilor Muzicieni. De-a lungul carierei sale, susține în țară recitaluri individuale, alături de orchestre simfonice (București, Cluj-Napoca, Satu Mare, Craiova, Timișoara, Iași, Sibiu, Galați) sau în diferite ansambluri camerale. Este prezent în emisiuni radiofonice și televizate. Este remarcat pentru prima oară în afara țării la ediția din 1973 a Festivalului Interforum, organizat la Fertőd, Ungaria; piesa cu care intră în concurs este Sonata de Franz Liszt. Peste hotare, mai susține recitaluri la Weimar, Geneva și în Polonia, fiind acompaniat de filarmonicele din Jena și Weimar. Repertoriul său include lucrări de Domenico Scarlatti, Johann Sebastian Bach, Joseph Haydn, Ludwig van Beethoven, Frédéric Chopin, Franz Liszt, Johannes Brahms, Piotr Ilici Ceaikovski, Serghei Rahmaninov, Alecsandr Skriabin, Serghei Prokofiev, George Enescu etc. Discografia sa cuprinde înregistrări din concert efectuate de Radiodifuziunea Română.
Tânărul compozitor a scris piese pentru pian, lieduri, o lucrare pentru violoncel solo, un sextet pentru corn francez și coarde ș.a. În viziunea compozitorului Doru Popovici, muzicii lui Dumitrescu „nu-i lipsește cantabilitatea de amplă respirație, după cum nici combinațiile armonice cromatice îndrăznețe nu îi sunt necunoscute. Relevă o mare afinitate pentru varietatea ritmică și timbrală și, totodată, un apreciabil simț al arhitecturii. Muzica lui – ca și arta-i interpretativă – se înscrie în orbita unui neoromantism cu nostalgii clasice. Nu odată recurge la intonații populare, pe care reușește să le «alchemizeze» și să le integreze expresiv în neliniștitul său discurs sonor.”
Ultimul proiect de program al lui Dumitrescu, redactat cu câteva zile înaintea cutremurului, viza un recital pianistic la Ateneul Român, în luna aprilie. El cuprindea Sonatele op. 9, nr. 4 (în Mi{\displaystyle \flat } major) și op. 10, nr. 2 (în Re major) de Ludwig van Beethoven și Sonata în fa minor, op. 5, de Johannes Brahms.

## Critică
Juriul ediției 1973 a Festivalului Interforum l-a descris pe Dumitrescu drept „un pianist de uimitoare resurse tehnice și artistice, un muzician al cărui viitor este cert”. Publicația poloneză Kurier Lubelski nota în 1974: „Tânărul pianist poate ajunge cu aceeași ușurință de la o nuanță pianissimo până la un gigant fortissimo. Substanța interpretării sale se bazează pe o sinteză între elemente ca: o uimitoare cultură muzicală, gust rafinat și o fenomenală agilitate.”
Compozitorul român Doru Popovici îl include pe Dumitrescu într-un „cvartet de aur” al pianisticii românești, alături de Dinu Lipatti, Valentin Gheorghiu și Dan Grigore. Muzicologul George Sbârcea scria în 1977, după moartea pianistului: „ceea ce interpreta Tudor Dumitrescu dobândea, prin darurile sale pe zi ce trecea mai răspicate, suflu poetic, forță de adâncime, semnele premonitorii ale unor lesne descifrabile împliniri apropiate. Felul cum cânta era un vârtej de sunete calde, vibrante, puternice și totodată gingașe – gingășia unui temperament romantic și nobil”.

## Moștenire
În decembrie 1988, la București a fost inițiat Concursul Internațional de Pian „Tudor Dumitrescu”. A doua ediție a concursului a fost organizată în iunie 2009; participanții au fost înscriși în patru categorii și s-au acordat nouă premii.

## Discografie
- ECE 01460 (1979, Electrecord)
Ceaikovski – Concert nr. 1 pentru pian și orchestră • W.A. Mozart – Sonata nr. 14 pentru pian în do minor • Skriabin – Studiu pentru pian în do diez minor
- Lucrări camerale (1982, Electrecord ST-ECE 02184)
Tudor Dumitrescu – Sextet pentru corn, două viori, violoncel și contrabas • Tudor Dumitrescu – Șapte preludii pentru pian

## Premii și distincții
- 1973 – Concursul Republican, premiul I[3]
- 1973 – Festivalul Mondial al Tineretului și Studenților (ediția a X-a, Berlinul de Est), medalia de aur[3]
- 1974 – secția critică a Asociației de Teatru și Muzică, Premiul tânărului interpret

## A se vedea și articolele
- Ion Dumitrescu [6]
- Dumitrescu (familie muzicală)
- Gheorghe Dumitrescu
- Ilinca Dumitrescu